# George Lambert
George Lambert (Hampton, 1 de setembro de 1928 - River Falls, 30 de janeiro de 2012) foi um pentatleta estadunidense. 

## Carreira
George Lambert representou seu país nos Jogos Olímpicos de 1956 e 1960, na qual conquistou a medalha de prata, por equipes em 1956, e bronze em 1960. 